# 斯坎迪亚
斯坎迪亚（英語：Scandia）是一个美國城市，位於明尼苏达州华盛顿县。根據2010年的人口普查，當地人口為3,936人。

## 地理
根据美国人口普查局，该城市的总面积為39.82平方英里（103.13平方）；其中34.80平方英里（90.13平方）為土地和 5.02平方英里（13.00平方）為水域。